# Beesenlaublingen
Beesenlaublingen ist eine Ortschaft der Stadt Könnern im Salzlandkreis des Bundeslandes Sachsen-Anhalt.

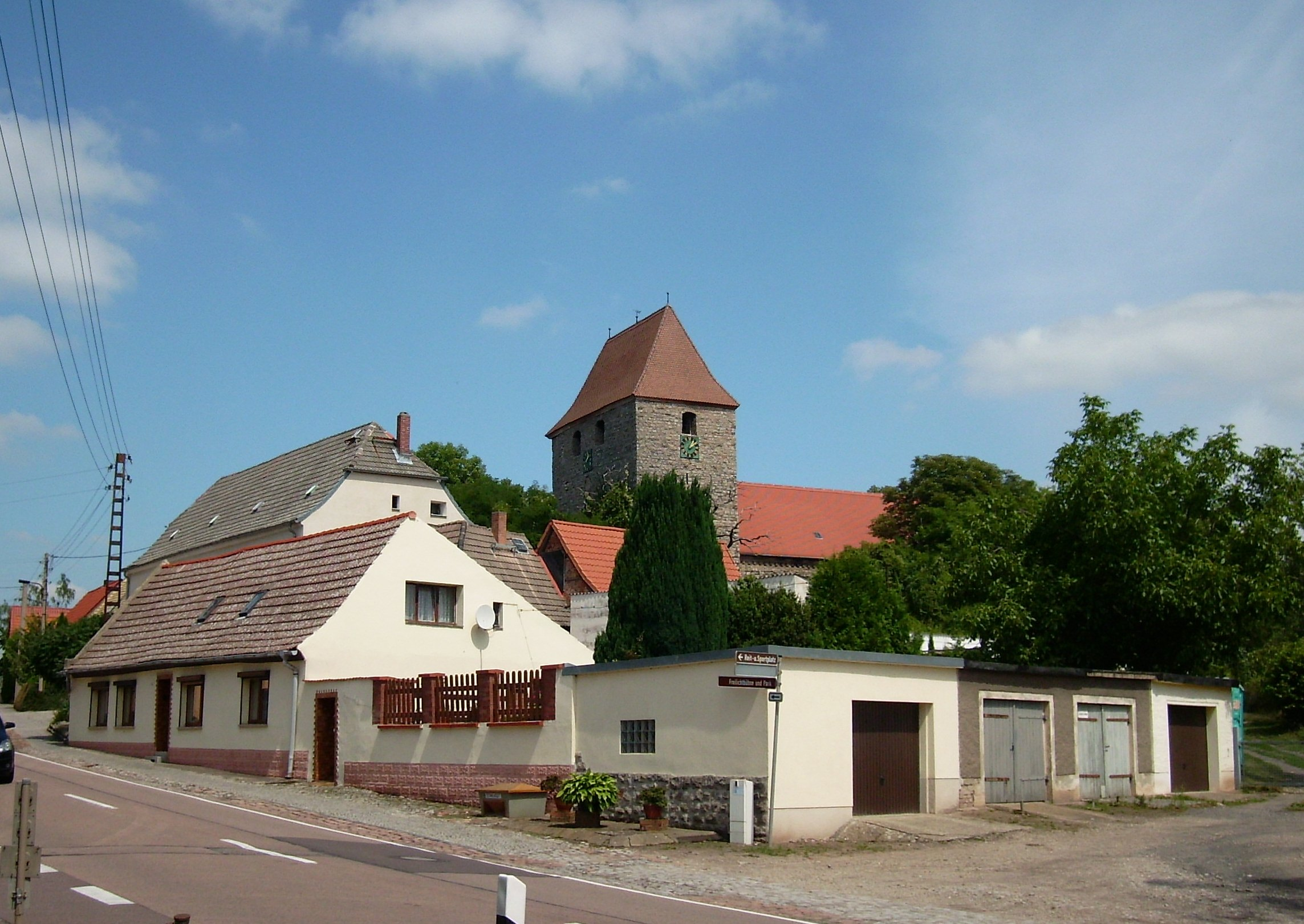
Beesenlaublingen mit der Kirche St. Petri und Pauli

## Geografische Lage
Beesenlaublingen liegt etwa 8 km nordwestlich von Könnern am Ostufer der unteren Saale.

## Ortsgliederung
Die Ortschaft Beesenlaublingen besteht aus den 1820 vereinigten Gemeindeteilen Beesen an der Saale und Laublingen, sowie den 1950 eingemeindeten Orten Beesedau (mit Zoll), Kustrena, Mukrena, Zweihausen und Poplitz. Vor 1820 unterschied man die beiden Beesen im Herzogtum Magdeburg, indem man den jeweiligen Flussnamen anhängte: „Beesen an der Saale“ im Gegensatz zu „Beesen an der Elster“ für das heute nach Halle (Saale) eingemeindete Ammendorf/Beesen.

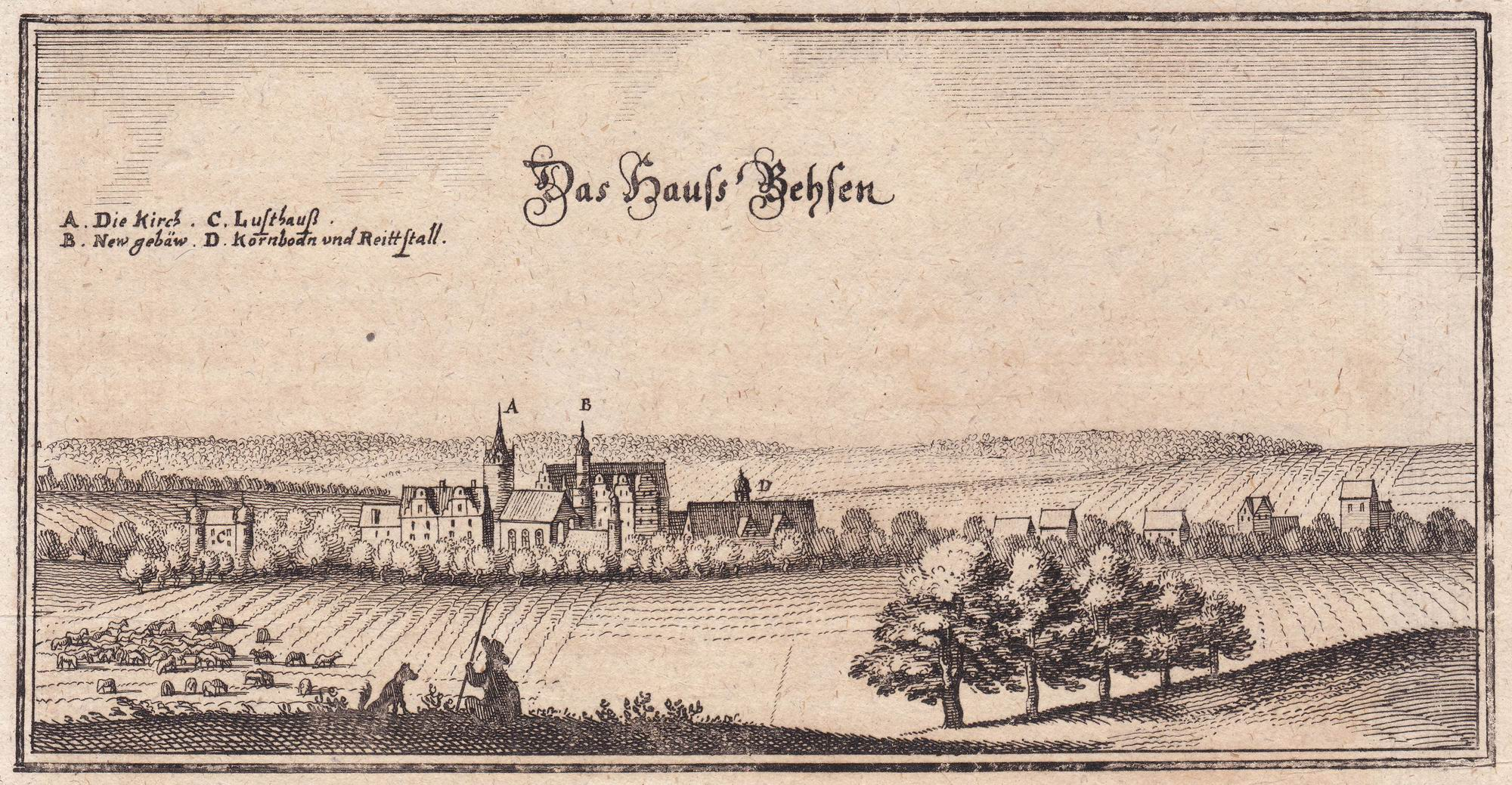
Merian-Kupferstich um 1653 (C: das 1671 abgerissene Herrenhaus Poplingen, B: das im 18. Jh. abgerissene neue Schloss, rechts: Laublingen mit dem aus dem 12. Jahrhundert stammenden Westquerturm der noch heute erhaltenen Kirche St. Petri und Pauli)

## Geschichte

### Von der Ersterwähnung bis ins 18. Jahrhundert
Der Burgbezirk Loponoh (Laublingen) im Gau Nudzici wurde als „civitas Loponoh“ am 29. Juli 961 durch König Otto I. erstmals erwähnt. 964 führte eine Urkunde der Herren von Beesen die Orte Beesen, Poplitz und Mukrena auf. Diese Region gehörte nach 1100 zur Grafschaft Alsleben. Im 12. Jahrhundert ging die Grafschaft nach dem Sachsenspiegel an den Burggraf Crouzke (von Krosigk). Nach dem Tod des letzten Grafen von Alsleben, Heinrich I. (1126) im Jahr 1128 kam die Oberherrschaft über die Grafschaft Alsleben an das Erzstift Magdeburg, von denen es an die Krosigk zu Lehen ging. Das Rittergut und das Dorf Laublingen gehörte im Jahr 1446 als erzbischöfliches Lehn zum Besitz Bussos von Frundehelm. Nachdem dieses Geschlecht 1483 ausstarb, fiel Laublingen an das Erzbistum Magdeburg zurück und wurde nach mehrfachen Verpfändungen an die von Knobln verkauft. Das Dorf und Rittergut Beesen an der Saale war im 15. Jahrhundert ebenfalls im Besitz derer von Knobln.

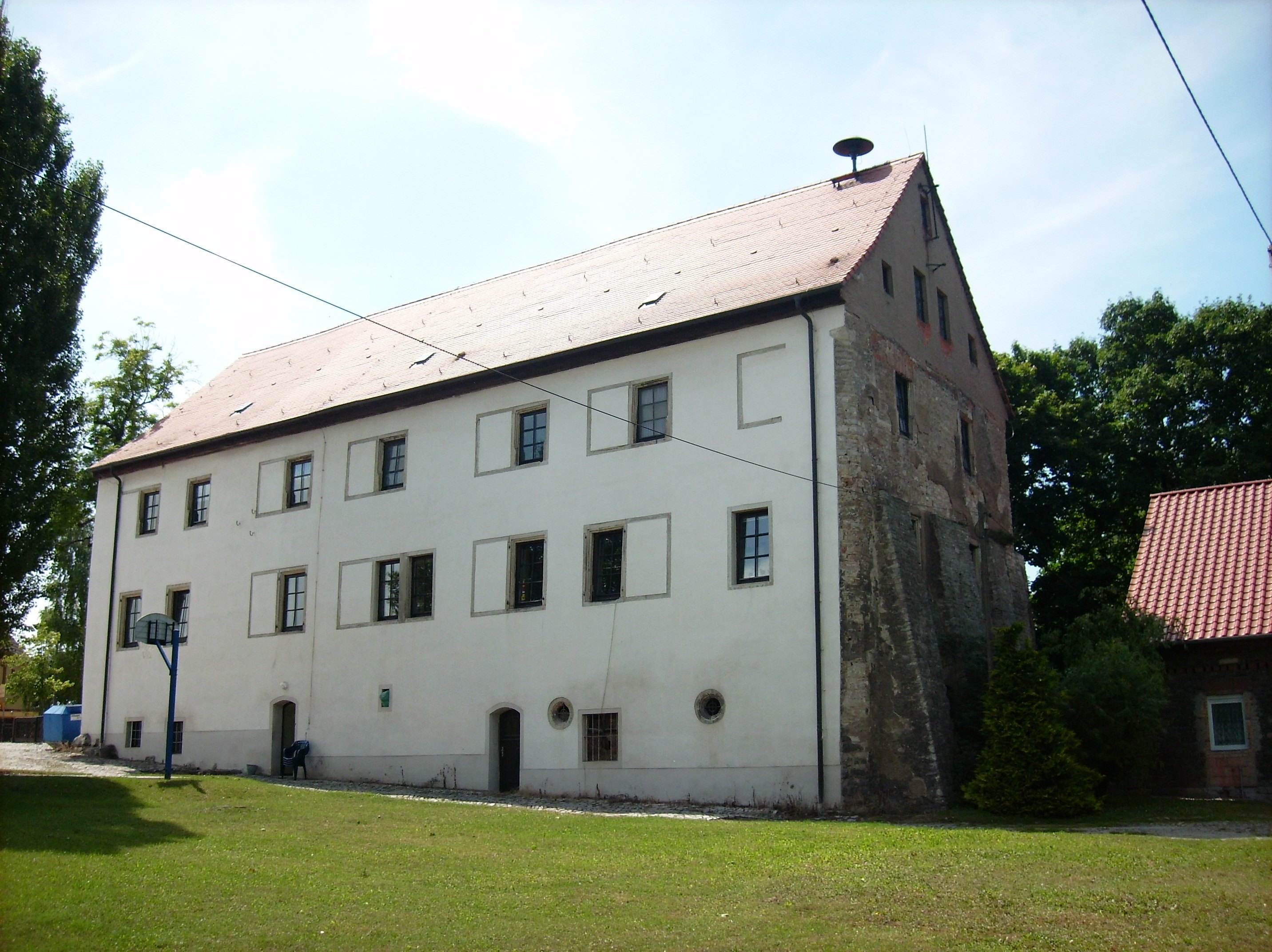
Schloss Neu-Beesen in Beesenlaublingen

Lorenz von Krosigk aus dem an der unteren Saale reich begüterten Geschlecht von Krosigk erwarb im Jahre 1522 von den Herren von Knobln die Dörfer und Rittergüter Laublingen und Beesen. Laublingen wurde in der Folgezeit mit Poplitz vereinigt und bildete einen Teil des Güterkomplexes, an dessen Besitz von 1840 bis 1918 das Hofamt des Erbtruchsessen des Herzogtums Magdeburg geknüpft war. Beesen wurde von Lorenz von Krosigk um die Güter Cüstrena (Kustrena), Leau, Lependorf (Lebendorf) und Trewitz (Trebitz) erweitert. In dieser Gestalt blieb der Besitz bis zum Tod von Vollrad Ludolf von Krosigk im Jahr 1671. Bei der nun erfolgten Erbteilung fiel Beesen an den Erst- und den Drittgeborenen seiner Söhne, Poplitz an den zweiten. Vollrat Busse von Krosigk (1654–1719) nahm Wohnsitz im Schloss Alt-Beesen, sein Bruder Levin August (1658–1686) bezog das 1596 erbaute Schloss Neu-Beesen. Beide blieben aber nach Laublingen eingepfarrt. Die Beesener Linie der Herren von Krosigk musste 1720 Neu-Beesen und 1737 Alt-Beesen an den König Friedrich Wilhelm I. von Preußen verkaufen, der die beiden Güter zur Domäne Beesen vereinigte. Die Beesener Linien der Herren von Krosigk starben Mitte des 18. Jahrhunderts beziehungsweise 1816 aus. Das von Merian als mehrstöckiger Renaissancebau dargestellte Schlosses Alt-Beesen wurde schon im 18. Jahrhundert abgerissen.
Mit dem Anfall des Erzstifts Magdeburg an Brandenburg-Preußen wurden 1680 die Kurfürsten von Brandenburg (ab 1701 Könige in/von Preußen) neue Landesherren des nun Herzogtum Magdeburg genannten Gebiets. Beesen und Laublingen gehörten zum Saalkreis. Während aus dem Besitz der Beesener Linie der Herren von Krosigk das königliche Amt Beesen entstand, zu dem neben Alt- und Neu-Beesen ein Teil von Laublingen und die Orte Bebitz, Cüstrena, Lependorf und Trebitz gehörten, stand der andere Teil von Laublingen unter der Gerichtsbarkeit der Herren von Krosigk zu Poplitz. Um 1750 versammelte der Laublinger Pfarrer Samuel Gotthold Lange alle deutschsprachigen Dichter in Laublingen. Der sogenannte „Laublinger Dichterkreis“ wurde somit eine wichtige Station bei der Entwicklung der deutschen Literatur.

### 19. Jahrhundert bis zur Gegenwart
Mit dem Frieden von Tilsit wurden Laublingen, Alt- und Neu-Beesen im Jahr 1807 dem Königreich Westphalen angegliedert und dem Distrikt Halle im Departement der Saale zugeordnet. Die Orte gehörten zum Kanton Cönnern.
Nach der Niederlage Napoleons und dem Ende des Königreichs Westphalen befreiten die verbündeten Gegner Napoleons Anfang Oktober 1813 den Saalkreis. Bei der politischen Neuordnung nach dem Wiener Kongress 1815 wurden beide Beesen und Laublingen im Jahr 1816 dem Regierungsbezirk Merseburg der preußischen Provinz Sachsen angeschlossen und dem Saalkreis zugeordnet.
Am 1. Januar 1820 wurden die eng beieinander liegenden Orte Beesen an der Saale und Laublingen zur Gemeinde Beesenlaublingen zusammengeschlossen. Mit der ersten Kreisreform in der DDR wurde der Ort dem Landkreis Bernburg angegliedert. In diesem Zuge wurden am 1. Juli 1950 die Orte Beesedau und Mukrena eingemeindet. Poplitz wurde bereits um 1928 Ortsteil von Beesenlaublingen. Beesenlaublingen kam durch die zweite Kreisreform in der DDR im Jahr 1952 zum Kreis Bernburg im Bezirk Halle, der 1990 zum Landkreis Bernburg wurde und 2007 im Salzlandkreis aufging. Am 1. Januar 1957 wurde Kustrena Ortsteil von Beesenlaublingen. Seit dem 1. Januar 2005 bildet Beesenlaublingen eine Ortschaft der Stadt Könnern.

## Wappen
Das Wappen der Gemeinde Beesenlaublingen zeigt im oberen Teil das Familienwappen derer von Krosigk, die seit dem 12. Jahrhundert in den Dörfern Beesen und Laublingen ansässig und Besitzer waren. Es zeigt im silbernen Schild übereinander drei querliegende rote Pflugscharre. Darunter ist das Motiv eines Ankers dargestellt, der auf die Schifffahrt des Ortsteils Mukrena hinweisen soll. Der Ortsteil besitzt eine Werft mit langer Tradition.

## Verkehrsanbindung
Die A 14, die von Leipzig nach Magdeburg führt, verläuft zwischen den Ortslagen Beesdau und Beesenlaublingen. Sie überquert über die Saalebrücke Beesedau die Saale. Die nächsten Abfahrten sind „Könnern“ und „Plötzkau“. Von 1905 bis 1966 (Personenverkehr) beziehungsweise 1994 (Güterverkehr) hatte Beesenlaublingen einen Bahnhof an der Bahnstrecke Bebitz–Alsleben.

## Persönlichkeiten
- Vollrad Ludolf von Krosigk (1620–1671), Soldat und Kommunalpolitiker
- Ernst von Trotha (1819–1903), preußischer Generalleutnant